# Bastava
"Bastava" é uma canção gravada pela cantora italiana Laura Pausini para seu álbum de estúdio Inedito. A letra da canção é de autoria de Laura Pausini e Niccolò Agliardi, que também é autor da melodia junto a Massimiliano Pelan. Foi lançada na Itália no dia 20 de janeiro de 2012 como terceiro single do álbum.
A canção foi gravada também em língua espanhola, sob o título "Bastaba", cuja adaptação da letra é de Laura Pausini e Ignacio Ballesteros. Foi lançada na América Latina como terceiro single e na Espanha como segundo single da versão em espanhol do álbum, Inédito.

## Composição
A canção foi escrita inicialmente por Niccolò Agliardi para a cantora Eleonora Crupi, concorrente do talk show italiano Amici di Maria De Filippi, tentar ingressar no Festival di Sanremo, porém não obteve êxito. A canção então foi apresentada à Laura Pausini, que demonstrou grande interesse na mesma, e fazendo algumas adaptações na letra original, decidiu incluí-la no álbum.
"É uma canção muito pessoal, mesmo que não tenha sido escrita para mim. Junto a Niccolò mudamos algumas partes do texto original já existente para torná-la ainda mais minha. Amo essa canção e sinto uma emoção fortíssima em ser eu a intérprete, porque o que canto é minha verdadeira história"

## Vídeo musical
O vídeo musical da canção foi dirigido por Gaetano Morbioli e gravado em Amsterdam durante o fim de julho de 2011, quando foram gravados também os vídeos dos singles anteriores, "Benvenuto" e "Non ho mai smesso".
O videoclipe se inicia com uma chamada telefônica, onde a cantora tenta falar com um misterioso interlocutor. Logo depois, Laura Pausini aparece performando a canção em diversos lugares de Amsterdam, intercalando com cenas onde ela é filmada retratando uma vida cotidiana com vários estados de ânimo, de raiva  e serenidade. Estão presentes também imagens de backstage e making of de produções anteriores da cantora. No fim do vídeo, Pausini é supreendida pelo misterioso homem, que lhe entrega um anel, ela então o abraça e os dois dançam juntos pelas ruas da cidade.
O vídeo de "Bastava" foi lançado no site italiano de notícias Corriere della Sera em 26 de janeiro de 2012.

## Performances ao vivo
A canção foi apresentada pela primeira vez em 11 de novembro de 2011 durante o programa Chiambretti Muzic Show, no canal Italia 1, que foi inteiramente dedicado à Laura Pausini e ao seu retorno ao cenário musical.
A canção também foi exibida em 8 de janeiro de 2012 durante o programa Che tempo che fa, no canal Rai 3, onde também foi apresentada a faixa "Troppo tempo", que faz parte do mesmo álbum, Inedito.
Em 22 de fevereiro de 2012, a versão espanhola da canção, "Bastaba", foi cantada na cerimônia de entrega dos prêmios Cadena Dial 2011 que ocorreu  no Auditório de Tenerife em Santa Cruz de Tenerife, nas Ilhas Canárias.
"Bastava" também foi cantada durante as apresentações da Inedito World Tour.

## Lista de faixas
- Download digital (Versão do álbum italiano)[10]

1. "Bastava" – 3:33

- Download digital (Versão do álbum espanhol)[11]

1. "Bastaba" – 3:33

## Créditos
| Créditos musicais - Laura Pausini – vocalista, compositora - Niccolò Agliardi – compositor - Massimiliano Pelan – compositor - B.I.M. Orchestra – orquestra - Paolo Carta – guitarra elétrica, programação de computador, arranjos - Matteo Bassi – baixo elétrico - Emiliano Bassi – bateria, percussão - Bruno Zucchetti – teclados, piano, órgão Hammond, programação de computador | Créditos de produção - Riccardo Benini – produtor executivo - Renato Cantele – engenheiro - Paolo Carta – produtor musical, engenheiro - Nicola Fantozzi – assistente - Marco Nuzzi – produtor executivo - Davide Palmiotto – assistente - Fabrizio Pausini – gerente de estúdio - Laura Pausini – produtora |

## Desempenho nas tabelas musicais
| Paradas (2012)                                           | Melhor posição |
| -------------------------------------------------------- | -------------- |
| Croácia - Croatian Airplay Radio Chart (Top 100 Singles) | 100            |
| Espanha - PROMUSICAE (Top 50 Rádio)                      | 50             |
| Itália - Nielsen Music Control (Airplay)                 | 24             |